# Miranda Cosgrove Summer Tour
Miranda Cosgrove Summer Tour foi uma mini turnê da cantora e compositora estadunidense Miranda Cosgrove. Excursionando pela América do Norte, os concertos serviram de apoio para o álbum High Maintenance (2011). Alguns concertos foram realizados em festivais de músicas e feiras estaduais.

## Setlist
1. "Leave It All To Me"
2. "About You Now"
3. "Disgusting"
4. "Stay My Baby"
5. "There Will Be Tears"
6. "High Maintenance"
7. "Brand New You"
8. Medley: "What Makes You Beautiful" (cover do One Direction) / "We Found Love" (cover de Rihanna) / "Wild Ones" (cover de Flo Rida feat. Sia) / "Call Me Maybe" (cover de Carly Rae Jepsen)
9. "Million Dollars"
10. "Shakespeare"
11. "Kissin U"
12. "BAM"
13. "Kiss You Up"
14. "Sayonara"
15. "Dancing Crazy"

## Datas
| América do Norte     |                 |                |                                   |
| 14 de julho de 2012  | Orlando         | Estados Unidos | Universal's Cinematic Spectacular |
| 27 de julho de 2012  | Oregon          | Estados Unidos | Washington County Fair            |
| 9 de agosto de 2012  | Santa Rosa      | Estados Unidos | Chris Beck Arena                  |
| 31 de agosto de 2012 | Paradise Island | Bahamas        | Atlantis Resort                   |